# Iconographie orthodoxe de la Mère de Dieu

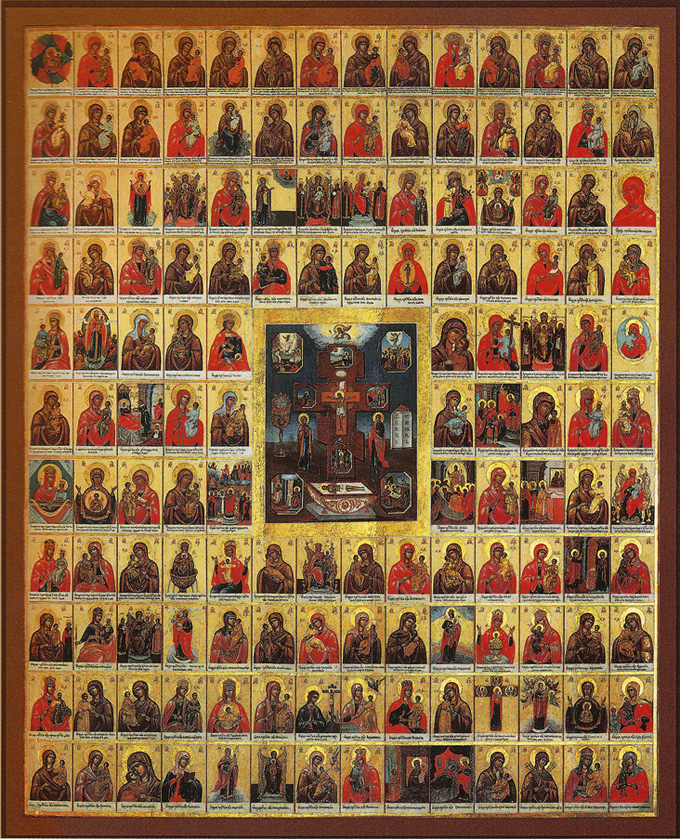
Icône « Crucifixion et passion du Christ avec représentation de 142 images de Notre-Dame». Fin du (cathédrale de la Théophanie, Moscou)

L'Iconographie orthodoxe de la Mère de Dieu est l'ensemble des représentations de la Mère de Dieu (appelée plus souvent par les catholiques : Notre Dame, Sainte Vierge, la Vierge Marie, Sainte Marie), ainsi que leur étude dans l'art des pays de religion orthodoxe.

## Différents types d'icônes
L'apparence de la Vierge Marie dans l'art de l'icône peut être décrite, sauf pour des périodes très anciennes, par des textes provenant d'historiens de l'Église comme Nicéphore Calliste Xanthopoulos. Ses vêtements se composaient souvent d'une maforii pourpre recouvrant la tête et les épaules (pour les femmes mariées), et d'une tunique (longue robe) de couleur bleue. La maforii est garnie de trois petites étoiles sur la tête et sur les épaules. Par tradition les inscriptions sur l'icône se font en grec par les seules lettres initiales et finales de ΜΗΤΗΡ ΘΕΟΥ (Mère de Dieu), soit ΜΗΡ ΘΥ, soit ΜΡ ΘΥ .
Les icônes de la Vierge Marie sont utilisées pour expliquer tous les dogmes chrétiens relatifs à sa personne. Les premières de ces icônes sont attribuées à l'évangéliste saint Luc. Les plus anciennes qui nous soient parvenues ont été découvertes dans les catacombes romaines et sont datées, par les chercheurs, du IIe siècle et du IIIe siècle. La Vierge Marie y est représentée assise, avec son fils Jésus-Christ dans les bras, le plus souvent dans des scènes d'adoration des mages ou dans le style Orante.
Un autre type d'icônes de Vierge Marie qui est fort répandu est celui d'Éléousa (dite aussi miséricordieuse). Il semble qu'il n'apparaisse pas avant le Xe siècle, mais connaisse par contre un grand développement aussi bien dans l'iconographie byzantine que russe. Cette figure est utilisée aussi bien pour les fresques des églises que pour les icônes. Elle est utilisée également dans des compositions iconographiques plus complexes telles celles de la Mère de Dieu dites du « Signe » (en russe : znamenie).
On peut citer également la Vierge Glykophilousa ( la Vierge de tendresse), la Vierge Odigitria (celle qui guide) et la Vierge Panakhranta (dite aussi immaculée). Ici la Mère de Dieu apparaît sur un trône avec l'enfant Jésus sur ses genoux. Ce trône symbolise la puissance royale de Marie, Mère de Dieu.
Un autre type d'icône est plus rare. C'est celui appelé deisis représentant Marie, Mère de Dieu sans son enfant, mais parfois entourée d'autres personnages saints. Souvent le Christ et Saint-Jean le Baptiste. Celles des deisis qui représentent Marie sont appelées Agiosoritissas.
Il existe encore de nombreuses icônes reprenant les dates des fêtes en l'honneur de la Sainte Vierge.

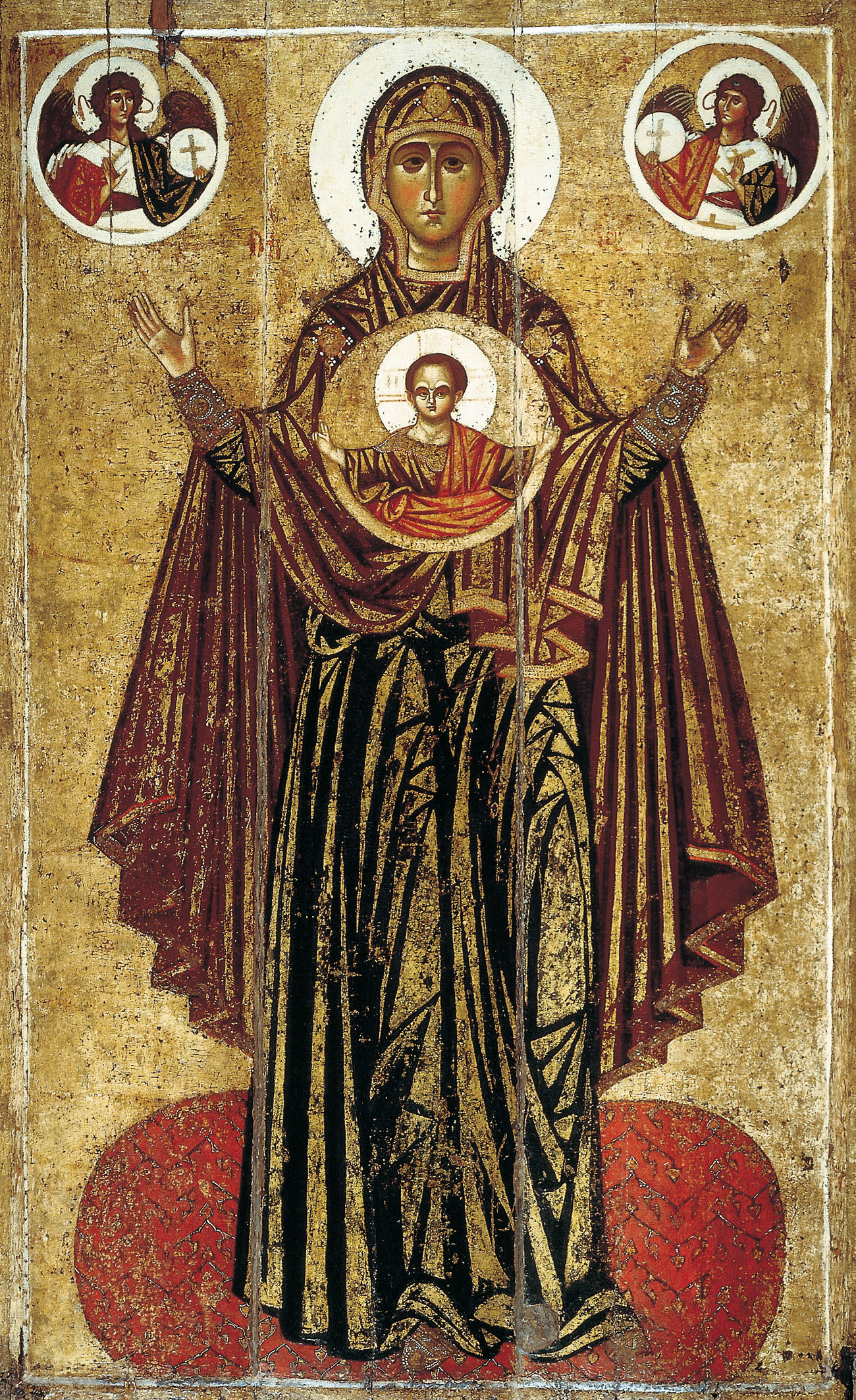
Orante (icône). Icône Grande Panagia. Orante d'Iaroslavl- vers 1218
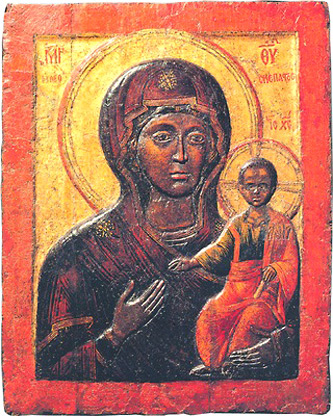
Blachernitissa XIIIe siècle Odigitria
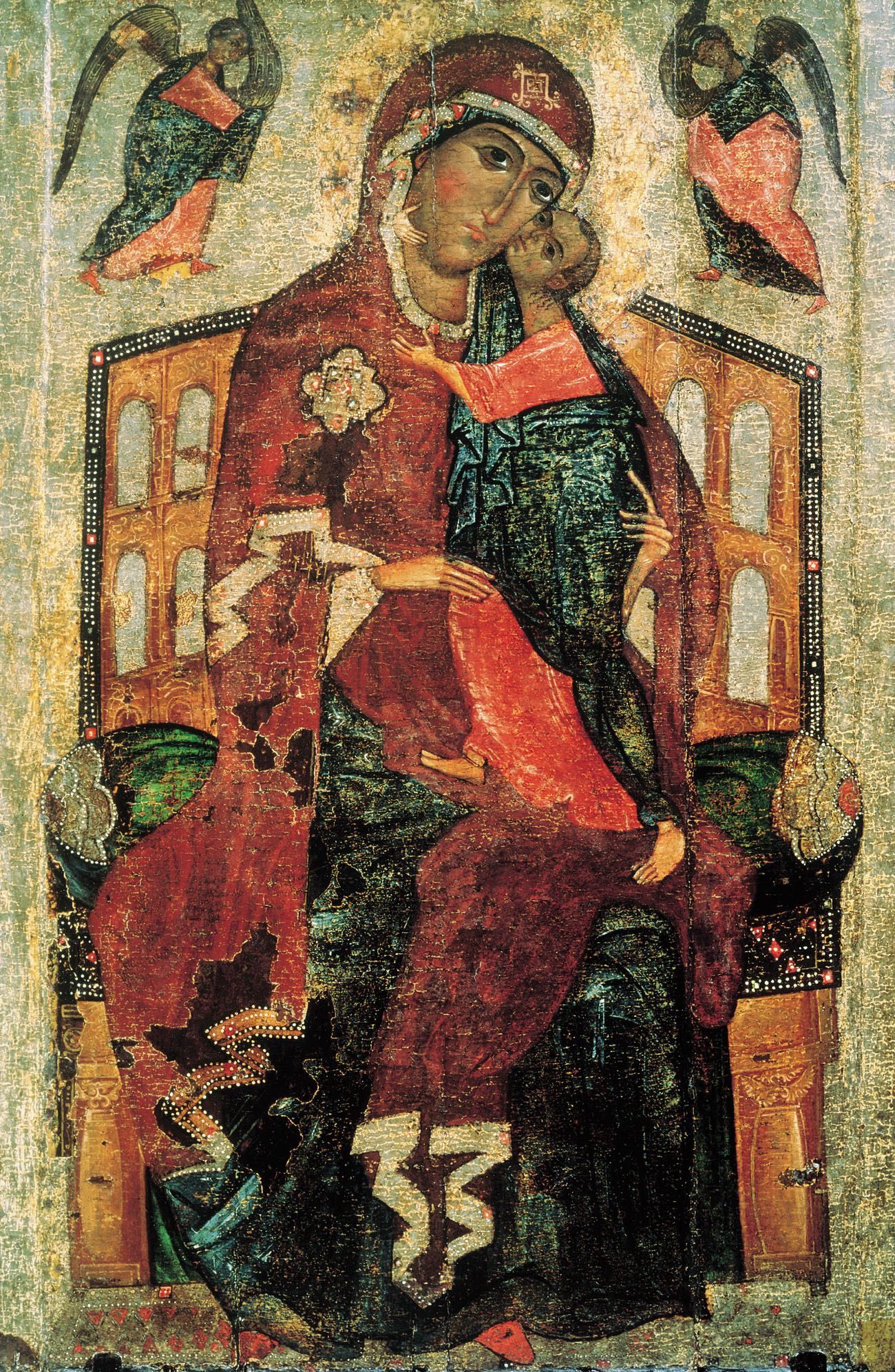
Éléousa La Vierge de Tolga fin du XIIIe siècle(1314)
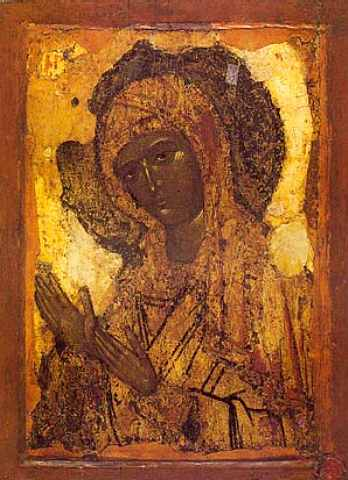
Agiosoritissa. Partie de l'iconostase centrale de la Cathédrale de la Dormition de Moscou au Kremlin. Fin du XIVe siècle. Byzantine

## Liens
- (ru) Liste d'icônes de Marie Список наименований икон Богородицы (неполный)
- (ru) Liste d'icônes От Абалакской до Яхромской - списки всех известных образов Божией Матери на cirota.ru
- (ru) Kondakov N.P. Iconographie de Marie, Mère de Dieu Кондаков Н.П. Иконография Богоматери
- (ru) liste d'icônes et date des fêtes correspondants Список чудотворных и чтимых икон Божией Матери с датами празднования
- (ru) recueil d'icônes Сборник икон Богородицы с кратким описанием и молитвами